# Leslie David Gottlieb
Leslie David Gottlieb (Nueva York, 31 de marzo de 1936- Oregón, 16 de noviembre de 2012) fue un botánico, taxónomo, y briólogo estadounidense.
Era biólogo evolutivo vegetal y de los primeros defensores de la utilización de los datos bioquímicos y moleculares en sistemática.

## Biografía

### Educación
A raíz de una licenciatura en Artes por la Universidad de Cornell en 1957, la carrera de Gottlieb comenzó en la Universidad Estatal de Oregón del Departamento de Botánica y Patología Vegetal. Obtuvo una maestría en diciembre de 1965 con gran profesor Dr. Kenton Chambers y escribió una tesis sobre la hibridación entre especies de manzanita en el suroeste de Oregón.
Fue un miembro de facultad del Departamento de Genética de la Universidad de California en Davis a partir de 1965 hasta 1967. En 1968 fundó el Instituto Gottlieb, y al año siguiente obtuvo su doctorado por la Universidad de Míchigan 1969 examinando los patrones de diversidad y de los mecanismos de especiación en Stephanomeria antes de regresar a Colorado para ver la terminación del Instituto Gottlieb.

### Investigación
Gottlieb investigó una amplia gama de temas, incluyendo la especiación vegetal, poliploidía, evolución bioquímica de isoenzimas y genética molecular, y publicado más de 120 trabajos de investigación y recibió varios premios. En 1965 obtuvo su maestría y escribió una tesis sobre la hibridación entre especies de manzanita en el suroeste de Oregón.

### Últimos años y muerte
Durante 2011, recibió tratamiento para el cáncer de páncreas y tuvo un buen período de recuperación hasta el final del año. A principios de 2012 el cáncer había regresado y siguieron complicaciones asociadas con la enfermedad, Leslie murió el 31 de enero de 2012.

## Legado
Gottlieb ha sido descrito como: "uno de los biólogos evolucionistas vegetales más influyente de las últimas décadas."
El Fondo de Investigación Leslie y Vera Gottlieb en Biología Evolutiva Vegetal fue establecida en 2006 para proveer fondos a estudiantes de posgrado para apoyar tanto de laboratorio y la investigación de campo en la biología evolutiva de plantas nativas de Norteamérica occidental. Este es un campo amplio que incluye la genética evolutiva y de la población, la sistemática y estudios filogenéticos, análisis comparativos de desarrollo y fisiológica y estudios bioquímicos de adaptaciones de las plantas. El Fondo de Investigación proporciona un premio anual de $ 5.000.
El Fondo de Investigación ayudará a muchos estudiantes de posgrado inician sus carreras en la ciencia, así como proporcionar nueva información y nuevas ideas sobre la evolución de las plantas.

## Algunas publicaciones
- 1973. Genetic Differentiation, Sympatric Speciation, and the Origin of a Diploid Species of Stephanomeria. Ed. Botanical Soc. of America, 9 p.
- 1969. The role of Hybridization in the Evolution of the annual species of Stephanomeria (Compositae). Ed. University of Michigan, 149 p.
- 1966. Hybridization Between Arctostaphylos Viscida and A. Canescens in Oregon. Ed. Oregon State University, 140 p.

## Reconocimientos
- 1975: beca John Simon Guggenheim
- 1985: beca de la Asociación Americana para el Avance de la Ciencia.
- 1993: nombrado miembro de la Asociación de Antiguos Alumnos de la Universidad Estatal de Oregón.